# Radmila Adamová
Radmila Adamová (* 28. října 1975 Brno) je česká divadelní vědkyně a autorka divadelních her.
Je absolventkou Filozofické fakulty Masarykovy univerzity v Brně, svou profesní dráhu začala v amatérském souboru M+M jako autorka, režisérka a scénická výtvarnice. Dramatické tvorbě se věnuje soustavně od roku 2005, je autorkou několika divadelních her, Holky Elky, Little Sister, České kuchty super buchty aj. Největšího úspěchu dosáhla hrou Holky Elky, která získala Cenu Evalda Schorma, byla uvedena v Bohemian National Hall v New Yorku a vyšla i knižně. Její dramata byla uvedena na různých divadelních scénách, například v Národním divadle moravskoslezském v Ostravě, ve Slováckém divadle v Uherském Hradišti, v Divadle LETÍ a v Divadle Na zábradlí.

## Život
Po absolvování Vyšší odborné školy informačních a knihovnických služeb v Brně vystudovala na Filozofické fakultě Masarykovy univerzity v Brně obor teorie a historie divadla, studium ukončila v roce 2006 diplomovou prací Jiří Pokorný - divadelní tvorba.
V letech 1998–2003 působila jako autorka, režisérka a scénická výtvarnice souboru M+M. Na scéně divadelního souboru inscenovala vlastní experimentální texty, například Jeden den Josefíny, Gloria, monodrama Pan Bů. Dramatické tvorbě se začala intenzivně věnovat od roku 2005, od téhož roku ji zastupuje agentura Dilia. V letech 2007/2008 studovala média a komunikaci ve Finsku na Laponské univerzitě v Rovaniemi. Téma její disertační práce zní Principy české režie na přelomu 20. a 21. století v díle J. Pokorného, M. Dočekala a J. Nebeského.
Hra Holky Elky získala v roce 2005 Cenu Evalda Schorma, byla přeložena do angličtiny a němčiny. V roce 2006 měla premiéru v Divadle Letí v Praze, v angličtině byla uvedena jako scénické čtení v Českém centru (Bohemian National Hall) v New Yorku a v roce 2007 byla vydána v nakladatelství Větrné Mlýny. Premiéra hry Eliadova knihovna proběhla v Divadle Na zábradlí v roce 2006, v témže roce bylo uvedeno i drama (Come On) Let ́s Play (Everybody). Hra Little Sister byla inscenovaná v roce 2008 ve Slováckém divadle v Uherském Hradišti. Hra České kuchty super buchty vznikla pro rozhlas v rámci cyklu Hry a dokumenty nové generace a byla inscenována v Českém rozhlase Brno v roce 2010; téhož roku byla uvedena divadelní verze hry jako scénické čtení v Divadle Letí v rámci projektu 8v8. Drama Krámek lákavý vzniklo v roce 2011 v rámci projektu Immigrants' Theatre. V rámci cyklu scénických skic 8@8, jehož cílem byla propagace současné české a zahraniční dramatiky a který probíhal od roku 2005, vznikla v roce 2015 hra Silent House.

## Dílo
Divadelní hry - výběr
- Holky Elky, premiéra 2006, knižně 2007
- Eliadova knihovna, premiéra 2006
- (Come On) Let ́s Play (Everybody), premiéra 2006
- Little Sister, premiéra 2008
- České kuchty super buchty, premiéra 2010
- Silent House, premiéra 2015